# Eisernes Tor (See)
Der See Eisernes Tor (rumän. Lacul Porțile de Fier, serb. Đerdapsko jezero oder auch Ђердапско језеро) ist ein künstlich entstandener Stausee an der Donau im rumänisch-serbischen Grenzgebiet. Er entstand 1972, als Jugoslawien und Rumänien das Kraftwerk Eisernes Tor 1 bauten. Der See liegt vor und in dem Durchbruchstal „Eisernes Tor“. 
Der See ist über 150 km lang und erreicht an seiner breitesten Stelle 5,5 km, ist aber überwiegend deutlich schmaler. An seiner tiefsten Stelle ist er über 120 m tief. Der Wasserspiegel liegt maximal 69,5 Meter über dem Meer, das ergibt am Kraftwerk eine Nettofallhöhe von 27,16 Metern. Die Fläche des Sees beträgt 253 km², davon befinden sich 163 km² auf serbischem und 90 km² auf rumänischem Gebiet. Damit ist er der viertgrößte See der Balkanhalbinsel und zugleich der größte See Serbiens sowie der drittgrößte Rumäniens. Er ist etwa halb so groß wie der Bodensee.

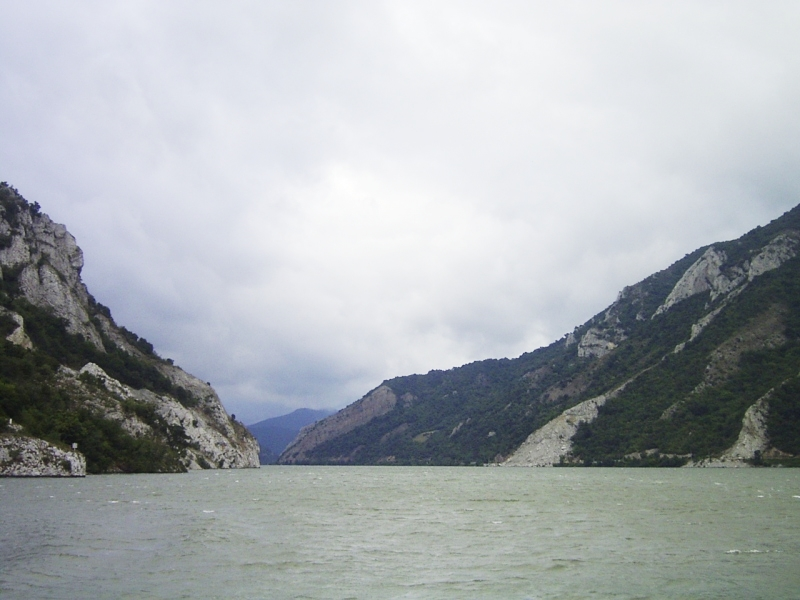
Taldurchbruch zwischen Rumänien und Serbien
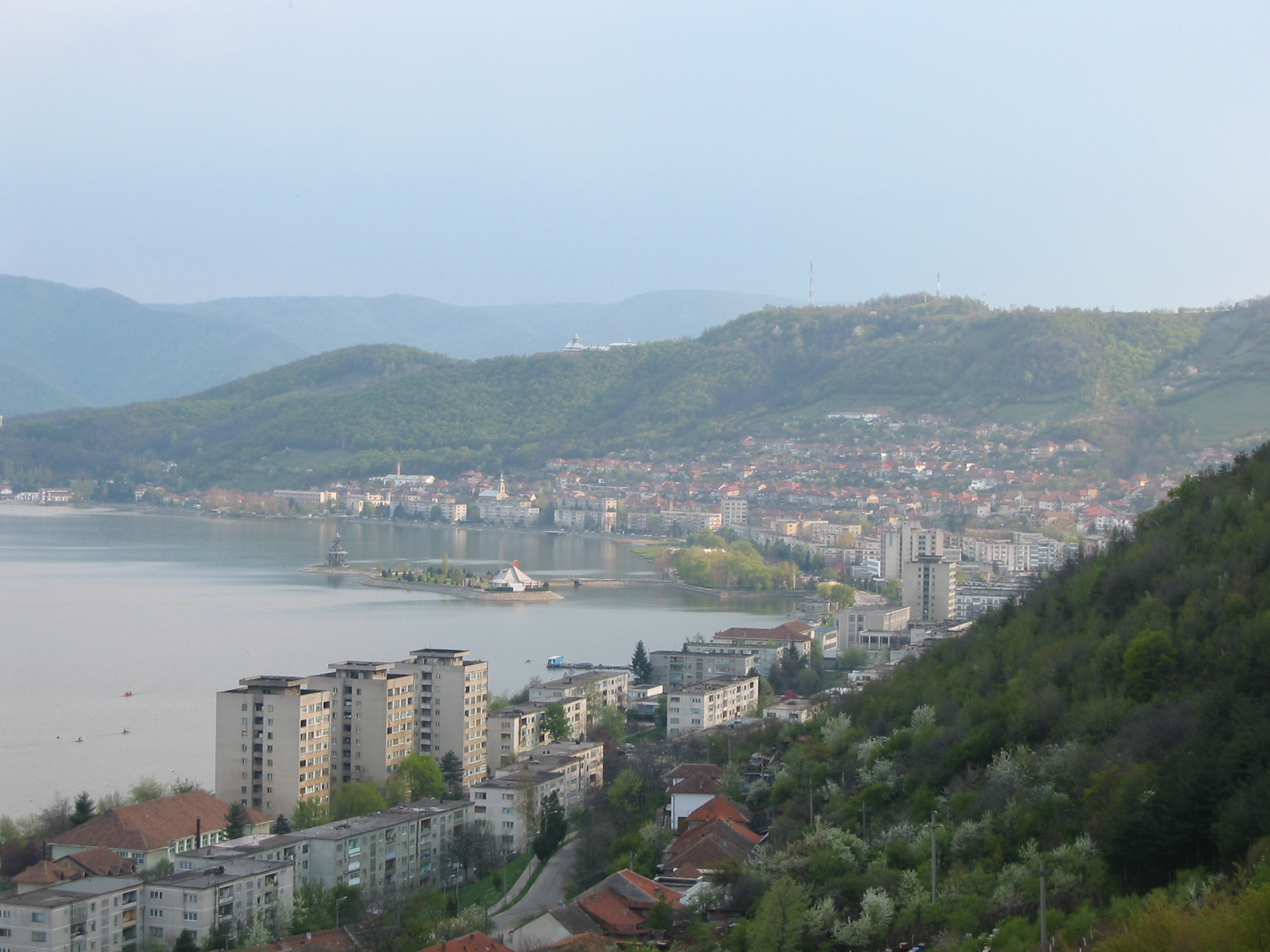
Stausee in Orșova